# Cantons de les Boques del Roine

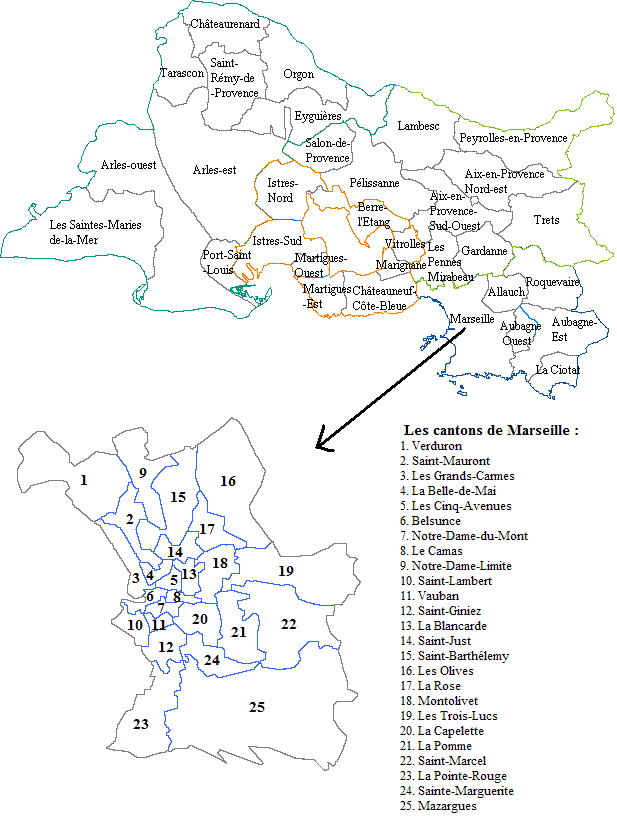
Els cantons de les Boques del Roine

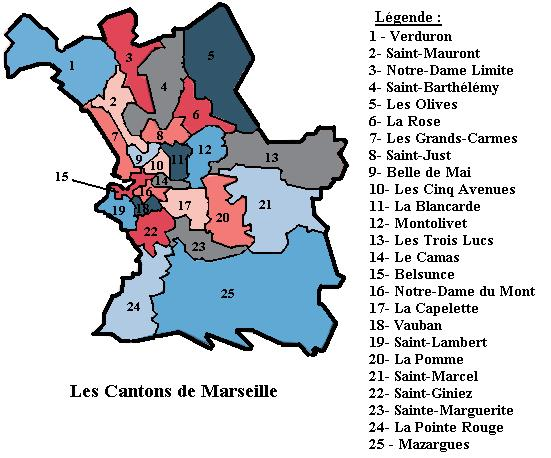
Cantons de Marsella

Els Cantons de les Boques del Roine són 57 i s'agrupen en 4 districtes:
- Districte d'Ais de Provença (10 cantons), cap a la sotsprefectura d'Ais de Provença: cantó d'Ais de Provença Centre - cantó d'Ais de Provença Nord-Est - cantó d'Ais de Provença Sud-Oest - cantó de Gardana - cantó de Lambesc - cantó de Peliçana - cantó de Lei Penas de Mirabèu - cantó de Peiròla de Provença - cantó de Selon de Provença - cantó de Tretz

- Districte d'Arle (9 cantons), cap a la sotsprefectura d'Arle: cantó d'Arle Est - cantó d'Arle Oest - cantó de Castèurainard - cantó d'Aiguiera - cantó d'Orgon - cantó de Pòrt Sant Loïs - cantó de Les Santes Maries de la Mar - cantó de Sant Romieg de Provença - cantó de Tarascó

- Districte d'Istre (8 cantons), cap a la sotsprefectura d'Istres: cantó de Bèrra de l'Estanh - cantó de Castelnòu-Còsta Blu - cantó d'Istre Nord - cantó d'Istre Sud - cantó de Marinhana - cantó de Lo Martegue Est - cantó de Lo Martegue Oest - cantó de Vitròla

- Districte de Marsella (30 cantons), cap a la prefectura de Marsella: cantó d'Alaug - cantó d'Aubanha Est - cantó d'Aubanha Oest - cantó de La Ciutat - cantó de Marsella La Bèla de Mai - cantó de Marsella Belsunce - cantó de Marsella La Blancarda - cantó de Marsella Lo Camàs - cantó de Marsella La Capeleta - cantó de Marsella Lei Cinc Avengudas - cantó de Marsella Lei Grands Carmes - cantó de Marsella Masargas - cantó de Marsella Montolivet - cantó de Marsella Nòstra Dama dau Mònt - cantó de Marsella Nòstra Dama Limit - cantó de Marsella Leis Olivas - cantó de Marsella La Poncha Roja - cantó de Marsella La Poma - cantó de Marsella La Ròsa - cantó de Marsella Sant Bartomieu - cantó de Marsella Santa Margalida - cantó de Marsella Sant Giniés - cantó de Marsella Sant Just - cantó de Marsella Sant Lambert - cantó de Marsella Sant Macèu - cantó de Marsella Sant Mauron - cantó de Marsella Lei Tres Lutz - cantó de Marsella Vauban - cantó de Marsella Verduron - cantó de Ròcavaira